# Andra Petrusbrevet
Andra Petrusbrevet (grekiska: Πέτρου επιστολή β’ eller bara Πέτρου β’) är en skrift som ingår i Nya testamentets brevlitteratur. Författaren utger sig för att vara Jesu lärjunge Simon Petrus, men nästan alla nytestamentliga forskare anser att brevet är en pseudepigrafi som har skrivits i Petrus namn för att erhålla auktoritet. Brevet tillhör, tillsammans med Jakobsbrevet, Första Petrusbrevet, de tre Johannesbreven och Judasbrevet, de sju så kallade katolska breven genom att ha en allmän (katolsk) adressat och alltså inte vara riktat till en bestämd person eller församling.
Andra Petrusbrevet bygger i stor omfattning på det tidigare Judasbrevet. Det tar upp förhållanden som är aktuella vid en senare tid än när Petrus antas ha verkat, och betraktar Paulus brev som auktoritativ skrift. Författaren bemöter anklagelser som riktas mot kristendomen för att Jesus ännu inte har kommit (grekiska: παρουσία, parousia) och det uppenbarligen har förflutit lång tid utan att något har hänt. Brevet är skrivet på en utsökt grekiska av någon som behärskade språket, och det är osannolikt att Petrus, en arameisktalande fiskare från Galileen, skulle ha kunnat skriva det. Författaren var troligen en okänd skolad hellenistisk (jude-)kristen, som ville förse sin kyrka med en skrift som kunde vara till hjälp för att hantera den problematik som uppkommit av att det hade gått lång tid utan att Jesus hade kommit.
Andra Petrusbrevet var mycket litet använt i den tidiga kyrkan och dess äkthet var starkt ifrågasatt. Det var bland de sista böckerna att upptas i den nytestamentliga kanon, och det var med svårighet och efter lång tid som brevet slutligen erhöll sin plats. Skriften är också allmänt ansedd som Nya testamentets yngsta och den brukar dateras till första halvan av 100-talet, kanske oftast närmare mitten än början av detsamma.
Brevet förbigås många gånger utan större intresse, dels för att texten är så kort, dels för att så många antar att brevet inte är äkta. Även de som finner förtjänster med brevet brukar inte räkna det till de viktigaste i Nya testamentet, och det har därför heller inte varit föremål för några omfattande studier.

## Brevets innehåll och budskap
Testamente. Andra Petrusbrevet betraktas oftast som ett verk i testamentesgenren, det vill säga ett verk framställt som en hjältes sista påbud, en dödsbäddsmonolog. Sådana verk inom judisk tradition, som exempelvis De tolv patriarkernas testamenten, ansågs alltid vara pseudepigrafiska och läsaren förväntade sig inte att huvudpersonen själv hade skrivit verket. De var populära eftersom de ändå ansågs kunna fånga det centrala i hjältens förkunnelse – ansågs kunna förmedla det hjälten skulle kunna ha sagt. Den enda riktiga invändningen mot denna kategorisering är att testamenten inte brukade framställas i form av brev.
De falska profeterna. Brevet inleds med en hälsning från Simon Petrus till dem som ”har fått samma dyrbara tro som vi” (2 Pet 1:1–2). Ett centralt budskap i brevet är att varna läsarna för falska lärare eller profeter och därmed motverka följderna av de ”fördärvbringande kätterier” de sägs ha smugglat in (2 Pet 2:1). Dessa falska profeter är medlemmar av den kristna församling som har gått vilse (2 Pet 2:15, 21–22). De verkar i det fördolda utan att bry sig om högre makter (2 Pet 2:1, 10). De skaffar sig egna fördelar av sitt handlande (2 Pet 2:3) och genom smicker lockar och förleder de folk till att tro att de ser till deras bästa (2 Pet 2:14, 18). De lever ett utsvävande liv med frosserier och har en chockerande moral (2 Pet 2:10, 13) och de lockar folk till lössläppthet vilket innefattar också sexuella utsvävningar (2 Pet 2:2, 10, 14, 18). De hånar också föreställningen om Kristi ankomst och verkar avvisa tanken på att Gud ska ingripa i världen och ställa människor till svars (2 Pet 3:3–9). De anklagas för att förvränga Paulus undervisning (2 Pet 3:16) och misstolka profetiorna i Gamla testamentet för att dessa ska ge stöd åt deras föreställningar (2 Pet 1:20–21; 3:16).
Kristi ankomst. Författaren av Andra Petrusbrevet försöker förklara varför Jesus ännu inte kommit, trots ”löftet om hans ankomst” (2 Pet 3:4). Författaren ger tre förklaringar, nämligen att löftet inte bygger på ”skickligt hopdiktade sagor” utan på Petrus eget vittnesmål från det han upplevde vid Kristi förklaring på berget (2 Pet 1:16–18); att även om hans ankomst förefaller att dröja måste man ha i åtanke att en dag för Herren är som tusen år (2 Pet 3:8); och att Jesus velat ge ännu fler chansen att omvända sig och därför dröjt med sin ankomst (2 Pet 3:9, 15).
Domen. I syfte att motverka de falska förkunnarnas lära inskärper författaren att Gud ingriper i historien och inte skonar de gudlösa (2 Pet 2:4–6). Han har redan ödelagt världen en gång genom att dränka den i vatten (2 Pet 2:5; 3:5–6) och han kommer att ödelägga den på nytt, men denna gång genom eld (2 Pet 3:7, 10–12). Efter detta väntar nya himlar och en ny jord (2 Pet 3:13) för de gudfruktiga som Herren räddar (2 Pet 2:9).
Gudsfruktan. Brevets mottagare uppmanas att växa i gudsfruktan (2 Pet 1:3, 6–7) – det vill säga att leva sina liv på ett sätt som behagar Gud. Världen sägs vara en mörk plats (2 Pet 1:19) fördärvad av begäret (2 Pet 1:4) och karakteriserad av människors utsvävande liv och laglösa gärningar (2 Pet 2:7–8). Det går dock att undfly detta sedefördärv och leva ett gudfruktigt liv (2 Pet 1:4–9) och nyckeln till att lyckas med det är kunskap; kunskapen om Gud (2 Pet 1:2–3), kunskapen om framtiden som möjliggör för dem som vet att leva ett heligt och fromt liv i väntan på undergången och den nya jorden (2 Pet 3:11–14), kunskapen om det förgångna, som de närsynta inte förmår att se (2 Pet 1:9).

## Tillkomsttid
Författaren av brevet identifierar sig som ”Simon Petrus, Jesu Kristi tjänare och apostel” (2 Pet 1:1), och hänvisar till synes till Första Petrusbrevet genom att hävda att det brev han nu skriver är det ”andra brevet” (2 Pet 3:1). Ytterst få forskare anser dock att brevet har skrivits av denne Petrus, även om några få fortfarande menar att så är fallet och då brukar datera det till första halvan av 60-talet. I stället anser man det vara en pseudepigrafi, skriven av någon okänd person längre fram i tiden som valt att utge sig för att vara Petrus för att få större genomslag för sina åsikter. Andra Petrusbrevet skiljer sig avsevärt både i språk och till innehåll från Första Petrusbrevet och de båda breven kan av den anledningen knappast ha samma författare. Andra Petrusbrevet anses vara en av de senaste tillkomna skrifterna i Nya testamentet, möjligen från början av 100-talet, eller från mitten av detsamma. Skriften är svårdaterad. Det finns de som likt Luke Timothy Johnson menar att brevet ändå kan ha skrivits före år 100. Raymond E. Brown menar att detta pseudonyma verk med all sannolikhet var det sista i Nya testamentet som skrevs, och att det troligtvis skedde någon gång i perioden 120–140. Werner Kümmel påpekar att brevet är skrivet efter Judasbrevet, som han daterar till cirka år 100, och att de tecken på gnosis som förekommer tyder på den andra halvan av 100-talet, men att avsaknaden av kristologisk heresi gör att det ändå knappast har skrivits efter år 150. Udo Schnelle förordar en tillkomsttid omkring år 110, Norman Perrin, som menar att det troligen är den sist skrivna boken i Nya testamentet, en tillkomsttid omkring år 140, och Burton L. Mack skriver att forskare traditionellt har förlagt brevet till någon gång under 100-talets andra kvartssekel.

## Bevittnande

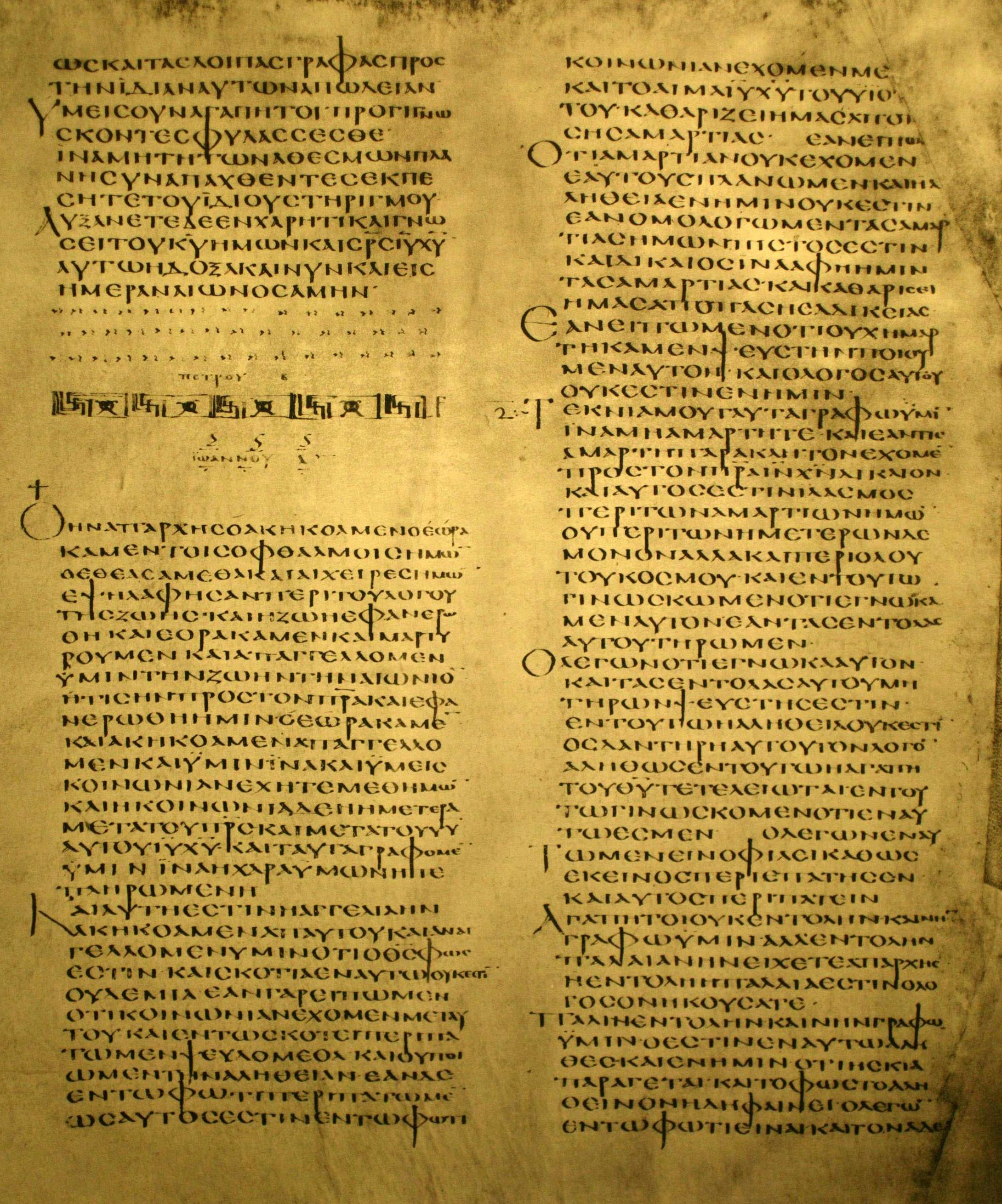
Slutet av Andra Petrusbrevet och inledningen av Första Johannesbrevet i Codex Alexandrinus från 400-talet.

Skriften är en av de sämst bevittnade i Nya testamentet. Den äldsta bevarade lämningen av brevet är P72 från cirka år 300 och vari också de tidigaste bevarade texterna av Första Petrusbrevet och Judasbrevet återfinns, men där ingår också andra skrifter som inte kom att ingå i Nya testamentets kanon. Trots att författaren lägger stort fokus på att intyga att detta brev har skrivits av Petrus, har ingen under 100-talet hänvisat till det. Varken Irenaeus, Tertullianus, Cyprianus eller Klemens av Alexandria ens nämner det och det saknas i Muratoriekanon. Det finns dock möjliga anspelningar på brevet före år 200 i den grekiska Petrusapokalypsen och hos Klemens av Alexandria i Brevet till Theodoros, om det är äkta. Andra Petrusbrevets äkthet har tidigt varit ifrågasatt och Origenes är den förste att nämna det i mitten av 200-talet, och han skriver, i vad Eusebios av Caesarea återger, att det är tveksamt om Petrus har skrivit brevet. Även Eusebios själv skriver att de har fått lära sig att brevet inte hör till Nya testamentet, men att de flesta ändå erkänner brevet som äkta. Något senare skriver Hieronymus att många betraktar det andra Petrusbrevet som ett verk som inte har skrivits av Petrus på grund av att dess stil avviker så mycket från den i det första. Brevet var i många stycken antingen okänt eller betraktat som icke-kanoniskt, men under inverkan av Hilarius av Poitiers, Ambrosius av Milano och Augustinus av Hippo kom brevet slutligen att upptas i kanon.

## Författare och enigheten om att det är en pseudepigrafi
Bland nytestamentliga forskare har Andra Petrusbrevet färst äkthetsförsvarare. Den vetenskapliga debatten om författarskapet är obetydligare än för någon annan av Nya testamentets böcker. De flesta menar att det är en förfalskning, eller att boken i varje fall inte har skrivits av Petrus, och den betraktas därför allmänt som en pseudepigrafi. Författaren ger sken av att känna till sin egen nära förestående död (2 Pet 1:12–14), ett känt retoriskt knep vid förfalskningar för att få läsaren att tro att den förmenta författaren lämnar sina sista instruktioner, sitt testamente, trots att han egentligen sedan länge varit död. Författaren hävdar till och med att han själv var med vid förklaringen på berget. Brevet innehåller heller inget som tyder på att det har skrivits av någon med judiska föreställningar, vilket man kunde förvänta sig om Petrus hade skrivit brevet. Författaren begår också ett misstag som anses avslöja att han inte är Petrus. I 2 Pet 3:1–2 skriver han, i egenskap av att vara aposteln Petrus, att läsarna ska minnas apostlarnas ord, och i 3:4: ”våra fäder har redan dött”, varvid han till synes glömmer att han själv i egenskap av Petrus också borde ha tillhört dessa döda fäder.

## Argument för att Petrus har skrivit brevet
Några få forskare argumenterar fortfarande för att Simon Petrus har skrivit brevet. Till stöd för denna åsikt åberopar de 1) att författaren själv säger att han är Petrus, och då använder en ursprunglig hebreisk form av namnet, på grekiska Symeōn Petros (Συμεὼν Πέτρος), samt dessutom hävdar att han själv var med och på plats upplevde Jesu förvandling på berget, 2) att de självbiografiska delarna (framför allt i 2 Pet 1:1, 13–18) är så klart uttalade att om Petrus inte har skrivit brevet måste det betraktas antingen som en medveten förfalskning eller en genomskinlig och troligen inte illa menad fiktion, 3) att det trots allt finns några få tematiska kopplingar mellan de båda Petrusbreven, och 4) att skillnaderna i språket mellan breven kan bero på att Petrus haft hjälp av en grekiskkunnig sekreterare med att skriva det första brevet (se 1 Pet 5:12), medan han själv skrev det andra. Detta avfärdas dock av många med bland annat motiveringen att skillnaderna i innehåll ändå är alltför stora. Dessutom argumenterar några för att flera tidiga författare kan anspela på Andra Petrusbrevet, även om detta inte görs uttryckligen.

## Argument emot att Petrus har skrivit brevet

### Förfalskningar i Petrus namn

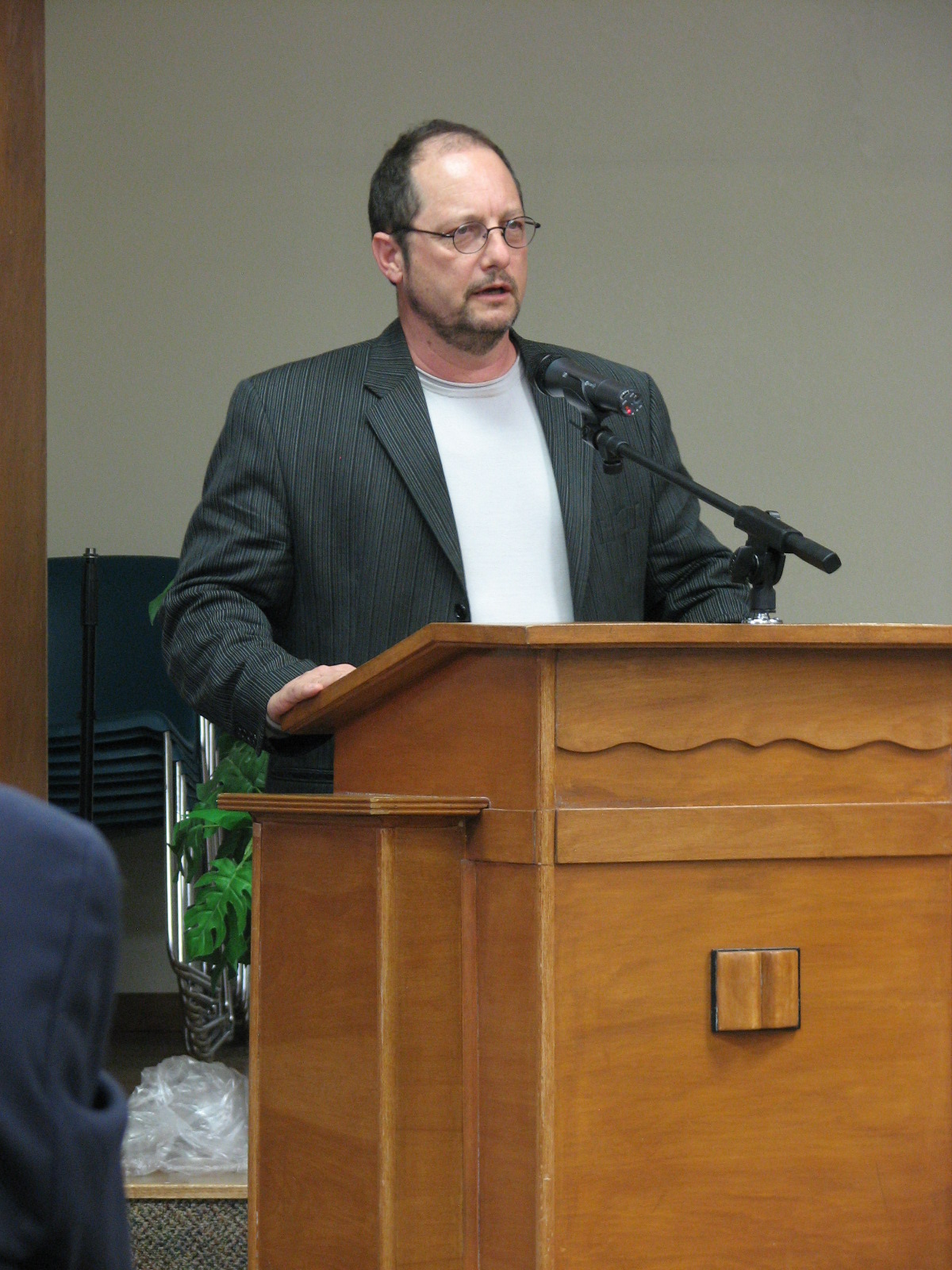
Bart D. Ehrman, som anser att en fiskare från den galileiska landsbygden, som Simon Petrus, sannolikt inte ens kunde skriva och nästan helt säkert inte kan ha skrivit vare sig det första eller andra Petrusbrevet, eftersom båda dessa författats på utsökt grekiska – ett för honom främmande språk.

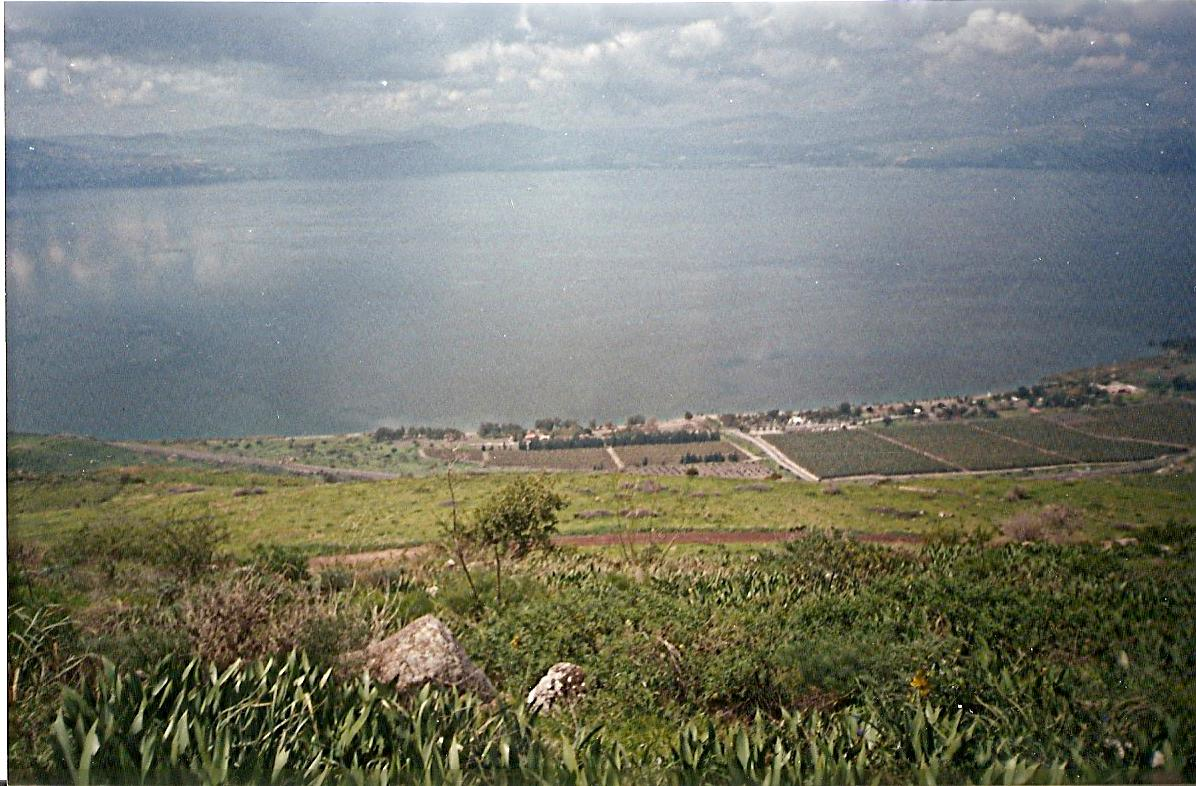
Utsikt över Genesarets sjö där Petrus antas ha tjänat sitt uppehälle som fiskare.

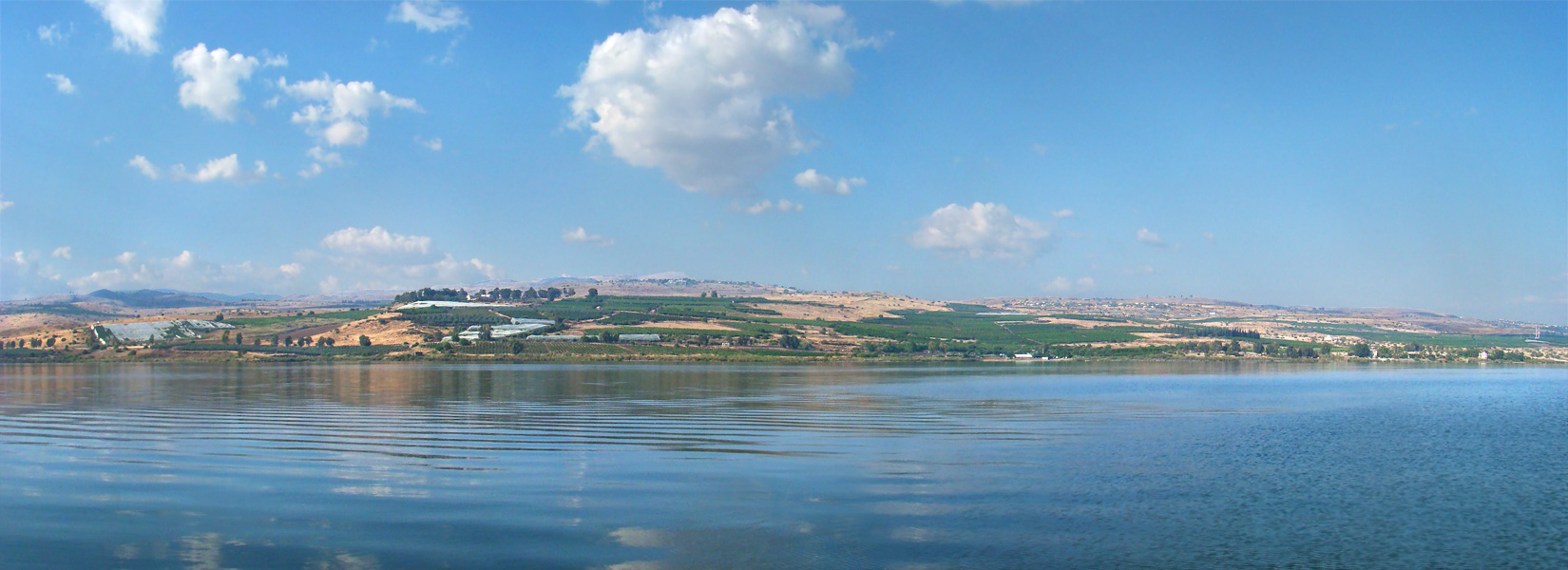
Panoramautsikt från Genesarets sjö med platsen där Kafarnaum låg, synlig till höger.

Bart D. Ehrman poängterar att det har förfalskats en mängd skrifter som utgivits för att vara skrivna av Petrus. Då inte bara Första och Andra Petrusbrevet (vilka Ehrman menar är förfalskningar), utan också ett antal andra som inte kom med i Nya testamentet. Bland de skrifter som har bevarats till vår tid återfinns Petrusevangeliet, Epistula Petri som utgör introduktionen till de Pseudoklementinska Homilierna, Petrus brev till Filippos från Nag Hammadi och tre Petrusapokalypser.

### Skillnad i stil mot Första Petrusbrevet
Andra Petrusbrevet skiljer sig avsevärt i sin stil och till sitt innehåll från Första Petrusbrevet och den omständigheten används av många som argument för att Petrus inte gärna kan ha skrivit Andra Petrusbrevet. Grekiskan i Första Petrusbrevet är klar och direkt, den i andra invecklad och medvetet dunkelt framställd. Bart D. Ehrman menar dock att det argumentet brister i logiken, eftersom det förutsätter att Första Petrusbrevet skrevs av Petrus, något Ehrman betraktar som osannolikt. Att breven har två olika författare säger därför inte nödvändigtvis att Andra Petrusbrevet inte kan ha skrivits av Petrus.

### Den utsökta grekiskan
I stället lyfter Ehrman fram andra argument, däribland att brevet är skrivet på en mycket bra grekiska och att det inte finns några goda skäl till att tro att den arameisktalande fiskaren Simon Petrus skulle besitta sådana kunskaper i grekiska att han har kunnat skriva brevet. Ehrman menar att Petrus troligen inte ens kunde skriva, och att han knappast kunde grekiska – men att även om han skulle ha kunnat grekiska hade han inte kunnat skriva detta brev, då stilen är i övermått omsorgsfullt utvecklad och ordförrådet synnerligen rikt. Det korta brevet innehåller 57 ord som annars inte förekommer i Nya testamentet och 32 av dessa förekommer heller inte i Septuaginta. Werner Kümmel menar att föreställningsvärlden och den retoriska stilen är så influerad av hellenistiskt tänkande att man inte bara kan utesluta att Petrus har skrivit brevet, utan också att det skulle ha skrivits av en av hans lärjungar eller medhjälpare på uppdrag av honom. Och Burton Mack poängterar att författaren utöver att behärska den grekiska grammatiken och kunna skriva väl också var välutbildad.

#### Läs- och skrivkunnigheten i Galileen
Ehrman hänvisar till nutida studier som visar att även i de främsta av antikens samhällen, som Aten under Platons tid, var endast cirka 10 procent av befolkningen någorlunda läskunnig, och merparten av dessa var män och i stort sett alla tillhörde överklassen. Att läsa och skriva var dessutom två skilda förmågor som (i motsats till i modern undervisning) lärdes ut separat och de flesta av dem som kunde läsa kunde inte skriva, åtminstone inte på en nivå där de kunde konstruera en sammanhållen mening, än mindre utforma ett brev eller en bok. Och än färre hade förmågan att läsa och skriva på andra språk än sitt modersmål, även om de hade lärt sig att på ett begränsat sätt kunna muntligt konversera på ett annat språk. Ehrman menar att bara en ytterst liten bråkdel av en procent av befolkningen kunde utarbeta en välargumenterad text i skrift.
Tvärtemot antagandet att palestinska judar skulle ha varit ovanligt duktiga på andra språk, utöver sitt eget modersmål, visar studier enligt Ehrman att så inte var fallet. Den bästa uppskattningen gör gällande att bara omkring 3 procent av befolkningen i Palestina var läskunnig och att merparten av dessa läskunniga bodde i städerna. På landsbygden, i mindre städer och byar, kanske 1 procent kunde läsa och då i stort sett endast de i överklassen och endast på hebreiska eller arameiska, inte på grekiska. Studier visar också att icke-judar i Galileen i stort sett höll till i de större städerna Sipporis och Tiberias och att resten av Galileen huvudsakligen befolkades av judar, vilka därför inte hade någon större kontakt med icke-judar och normalt inte kunde tala grekiska.
Petrus antas ha vuxit upp i Kafarnaum, en oansenlig by på den galileiska landsbygden där ingen icke-judisk befolkning synes ha levt och som arkeologiskt inte ens efterlämnat någon inskription som tecken på att folk hade fått någon form av utbildning. Utifrån dessa omständigheter menar Ehrman att det är osannolikt att en fiskare som Petrus ens kunde läsa. Och även om han efter Jesu död teoretiskt skulle ha kunnat sätta sig i skolbänken (trots att det saknas bevis för att det ens fanns utbildningar som riktade sig till vuxna), menar Ehrman att det är uteslutet att han utan tidigare skolgång och utöver att inte bara lära sig att läsa hebreiska eller arameiska, också skulle ha lärt sig att läsa och skriva grekiska på samma nivå som den som en person med grekiska som modersmål och som sedan barndomen erhållit en gedigen utbildning, befann sig på. Ehrman menar att denna omständighet visar att Petrus inte skrev något av Petrusbreven, vare sig det första eller det andra.

### Kännedom om andra skrifter
Författaren av Andra Petrusbrevet är också bekant med flera andra skrifter i Nya testamentet. Han känner till Första Petrusbrevet (2 Pet 3:1), Judasbrevet och en samling av Paulus brev. Han skriver i en tid då Paulus brev finns samlade och är i cirkulation, och vid en tid då dessa brev ansågs vara auktoritativa skrifter i paritet med Gamla testamentets skrifter (2 Pet 3:15–16). Breven anses inte ha förelegat som en samling förrän omkring sekelskiftet år 100, och dessutom menar flera att dessa brev inte erhöll ställning som så auktoritativa som de framstår i brevet, förrän ännu senare.

#### Judasbrevet som förlaga

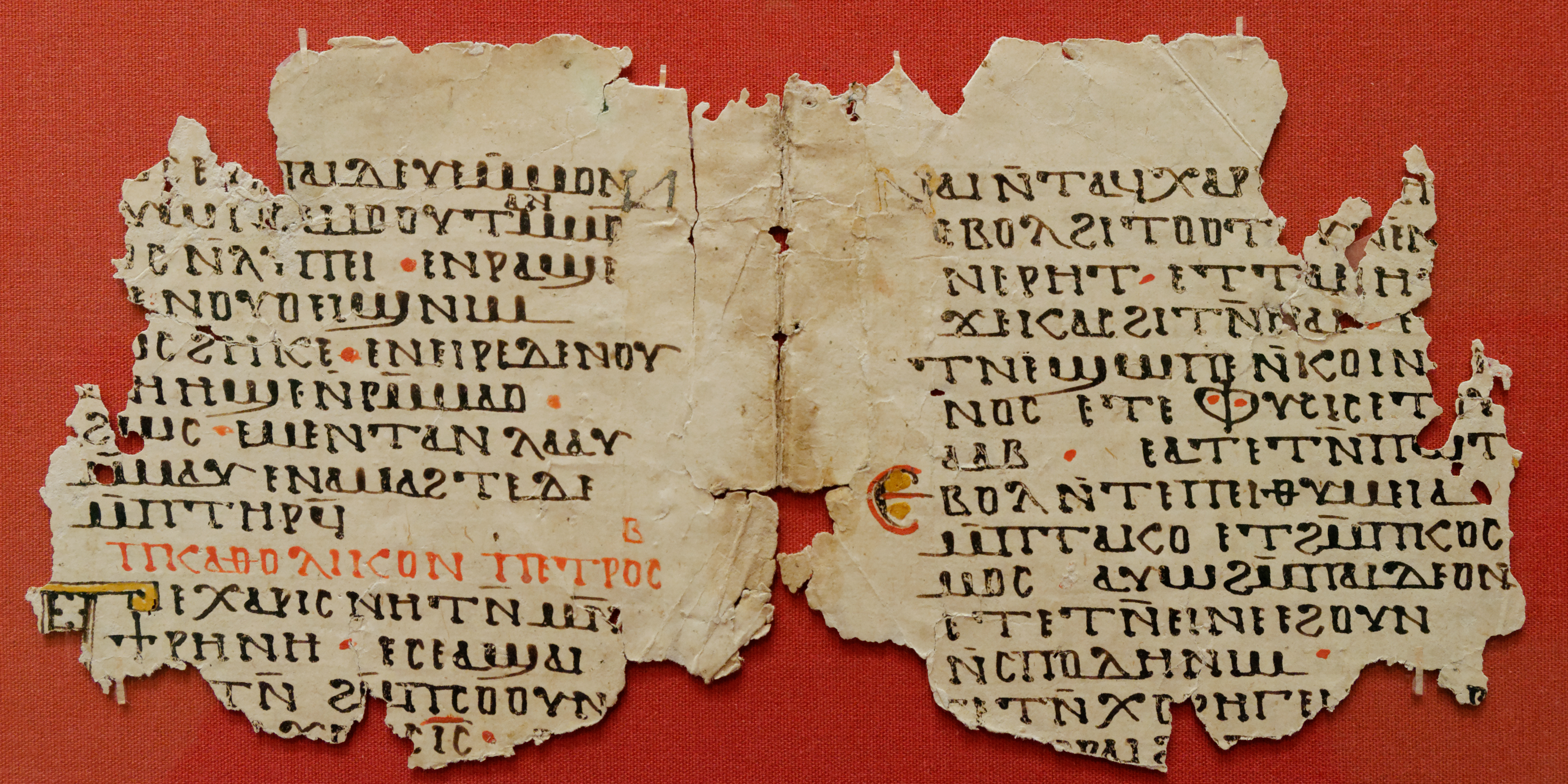
Koptisk liturgisk text daterad till efter år 639, från det koptiska Vita klostret (Dayr al Abyaḑ) i Sohag i Egypten med delar av Andra Korinthierbrevet 6:5–7 och Andra Petrusbrevet 2:4–5, 7–9. Louvren, E10094.

Författaren är huvudsakligen upptagen med de falska profeter han menar verkar inom församlingarna och som han i smädande ordalag angriper. Dessa angrepp innehåller så många likheter i uttryck och ord med det som står i Judasbrevet att det råder en närapå fullständig enighet inom forskarvärlden att författaren av Andra Petrusbrevet har tagit budskapet i Judasbrevet (och inte tvärtom, så att Judasbrevet bygger på Andra Petrusbrevet) och endast redigerat det något innan han infogat det i sin skrift. Utan att uppge sin källa citerar han hela eller delar av 19 av Judasbrevets blott 25 verser, många gånger ordagrant och i samma ordningsföljd. Rent kronologiskt anses detta utesluta att Petrus har skrivit brevet. Faktum är att den nära samstämmigheten mellan Judasbrevet och Andra Petrusbrevet till och med har fått några forskare att föreslå att påståendet att detta ”är nu andra brevet jag skriver till er” (2 Pet 3:1) skulle innebära att det första brevet inte avser Första Petrusbrevet utan faktiskt Judasbrevet. Denna identifiering har dock inte rönt någon större uppslutning inom forskarvärlden.

### Förhållanden från en senare tid
En av orsakerna till att de allra flesta forskare är överens om att Petrus inte skrev detta brev, är att den situation som förutsätts råda i brevet speglar en mycket senare tid än Petrus livstid (han antas ha dött cirka år 64, under förutsättning att han dog under Neros förföljelser). Det faktum att författaren måste försvara sig mot anklagelser om att Jesus ännu inte har kommit, tyder på en senare tid. Brevet är i huvudsak skrivet för att bemöta anklagelser riktade mot kristendomen om att Jesu parousia (grekiska: παρουσία), ankomst, ännu inte skett och det gnostiska förnekandet av denna kristna förväntan, och det verkar som om det när brevet skrevs hade förflutit alldeles för lång tid utan att något hade hänt. Den fortfarande levande föreställningen om det nära förestående slutet, som exempelvis författaren av Lukasevangeliet och Apostlagärningarna och författaren av Johannesevangeliet behandlar, ligger nu långt bakåt i tiden.

## Sammanfattning av argumenten emot Petrus som författare
Lars Hartman sammanfattar argumenten emot att Andra Petrusbrevet skrivits av Petrus sålunda: 1) att författaren av Andra Petrusbrevet använder sig av Judasbrevet och alltså måste det ha skrivits efter Judasbrevet, vilket i sig oftast dateras till omkring år 100; 2) att innehållet speglar en senare tid då ”den gammaltestamentliga kanon i kyrkan avgränsades mot heretiker”; 3) att ”uttryckssättet är hellenistiskt”; 4) att Jesu återkomst betvivlas; 5) att det förutsätts att Paulusbreven är samlade, vilket inte tros ha varit fallet förrän cirka år 100; och 6) att det första säkra bevittnandet av brevet sker med Origenes i mitten av 200-talet och han skriver då att brevets äkthet är ifrågasatt.
Burton Mack lägger till att synen på den kristna tron överensstämmer med den som återfinns i annan kristen litteratur från mitten av 100-talet, att författaren skriver utsökt grekiska (vilket en fiskare från Galileen inte kan förväntas kunna producera) och är välutbildad, att han använder Septuaginta, den grekiska översättningen av Gamla testamentet, och annan litteratur, att brevet innehåller fullt utvecklade kristologier, att Jesusorden brukas som om de vore vanliga grekiska maximer, och att författaren helt klart betraktar den äldre tiden i lugn begrundan från avstånd.